# Pinlock-Visier

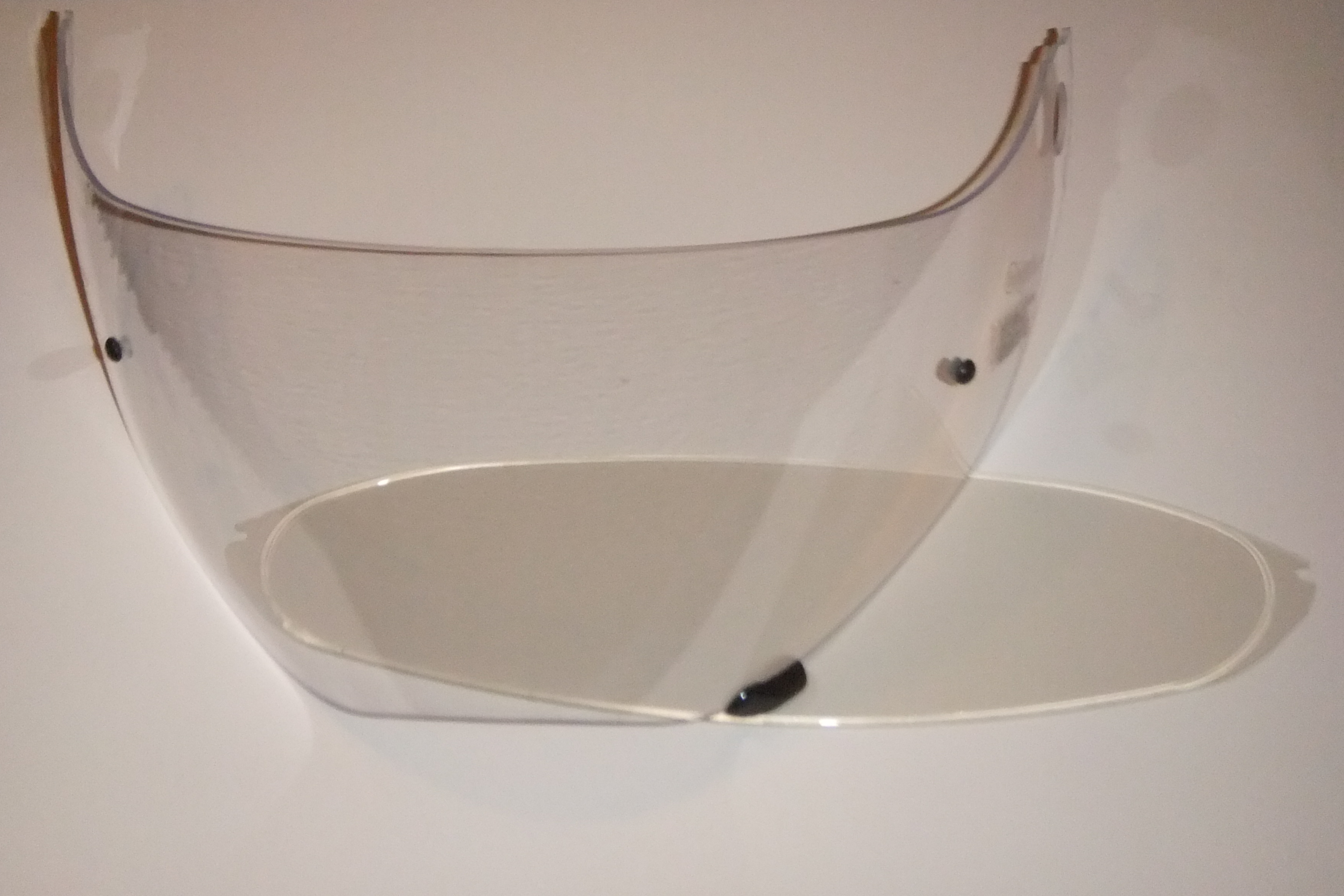
Pinlock-Visier (zerlegt)

Als Pinlock-Visier bezeichnet man ein Doppelvisier eines Motorradhelms. Eine zweite, kleinere Kunststoffscheibe ist mit dem Hauptvisier verstiftet. Durch die besondere Beschichtung verhindert die Konstruktion ein Beschlagen des Visiers durch die Atemluft besonders bei kaltem Wetter. Pinlock-Visiere findet man vor allem bei ganzjahrestauglichen Integralhelmen im mittleren und oberen Preissegment, teils als Zusatzausstattung, teils auch serienmäßig. Nachrüstungen sind ebenfalls möglich.
Dem Vorteil der Beschlaghemmung stehen als Nachteile die doppelte Lichtbrechung durch die zusätzliche Scheibe, im Randbereich des Blickfelds störende Kanten und Befestigungselemente entgegen, sowie die Gefahr einer Sichtbehinderung, wenn Feuchtigkeit oder Fremdkörper durch die Abdichtung zwischen die beiden Scheiben gelangt.